# Pedro Alles
Pedro Alles (São Leopoldo, 1º de setembro de 1888 — ?) foi um industrial brasileiro.
Com seis anos de idade mudou para Novo Hamburgo, sendo logo enviado a um internato religioso em Bom Princípio, onde trabalhava para ser educado.  Vindo de família modesta, começou a trabalhar cedo.
Ao terminar seus estudos mudou-se para Porto Alegre, onde trabalhou como contador. Com as economias conseguiu abrir um ateliê fotográfico. Ao perceber que seus cliente gostavam de fotos emolduradas, viajou à Alemanha, em 1910, buscando trabalhar em uma empresa especializada e aprender a técnica de fazer molduras.
Retornou ao Brasil em 1912 e estabeleceu, em Novo Hamburgo, a primeira fábrica de molduras do país, a Pedro Alles, mais tarde P. Alles S.A. - Fábrica de Molduras, cujos produtos tiveram ampla e rápida aceitação, tanto em nível local, como nacional e internacional. Tinha depósitos em São Paulo, Rio de Janeiro, Buenos Aires e Montevidéu.